# Métro de Belgrade
Le métro de Belgrade est un métro en cours de construction à Belgrade, en Serbie. Composé de deux lignes dotées de 43 stations, ce réseau long de 40,5 km est initié après l'abandon d'un projet antérieur, celui du métro léger de Belgrade.